# Presidente del Saeima
El Presidente del Saeima (en letón: Saeimas priekšsēdētājs) es el portavoz del Parlamento de la República de Letonia, el Saeima.
El Presidente del Saeima es nombrado directamente por los parlamentarios y toma posesión del cargo inmediatamente después de la notificación de la primera reunión posterior a las elecciones. En el supuesto de que el presidente de Letonia no esté en el país o no pueda ejercer sus funciones, el portavoz del Parlamento actúa como presidente interino del país. Desde el 11 de abril de 2014 su presidenta es Ināra Mūrniece.

## Presidentes del Saeima (1922-1934)
| Nombre            | Fecha                                      | Partido                              |
| ----------------- | ------------------------------------------ | ------------------------------------ |
| Frīdrihs Vesmanis | 7 de noviembre de 1922-17 de marzo de 1925 | Partido Obrero Socialdemócrata Letón |
| Pauls Kalniņš     | 20 de marzo de 1925-15 de mayo de 1934     | Partido Obrero Socialdemócrata Letón |

## Presidente del Consejo Supremo (1990-1993)
| Nombre              | fecha                                | Partido                                   |
| ------------------- | ------------------------------------ | ----------------------------------------- |
| Anatolijs Gorbunovs | 2 de mayo de 1990-6 de julio de 1993 | Partido Comunista de Letonia (hasta 1991) |

## Presidentes del Saeima (después 1993)
| Nombre              | Fecha                                           | Partido                                                                 |
| ------------------- | ----------------------------------------------- | ----------------------------------------------------------------------- |
| Anatolijs Gorbunovs | 6 de julio de 1993-7 de noviembre de 1995       | Vía Letona                                                              |
| Ilga Kreituse       | 7 de noviembre de 1995-26 de septiembre de 1996 | Partido Democrático Saimnieks                                           |
| Alfrēds Čepānis     | 26 de septiembre de 1996-3 de noviembre de 1998 | Partido Democrático Saimnieks                                           |
| Jānis Straume       | 3 de noviembre de 1998-5 de noviembre de 2002   | Por la Patria y la Libertad/LNNK                                        |
| Ingrīda Ūdre        | 5 de noviembre de 2002-7 de noviembre de 2006   | Unión de Verdes y Campesinos (Unión de Agricultores Letones)            |
| Indulis Emsis       | 7 de noviembre de 2006-24 de septiembre de 2007 | Unión de Verdes y Campesinos (Partido Verde de Letonia)                 |
| Gundars Daudze      | 24 de septiembre de 2007-2 de noviembre de 2010 | Unión de Verdes y Campesinos (Letonia y Ventspils)                      |
| Solvita Āboltiņ     | 2 de noviembre de 2010-4 de noviembre de 2014   | Unidad (Partido de la Nueva Era)                                        |
| Ināra Mūrniece      | 4 de noviembre de 2014-Titular                  | Alianza Nacional (Todo por Letonia! – Por la Patria y la Libertad/LNNK) |